# Rudy Maira
Raimondo Luigi Bruno Maira, detto Rudy (San Cataldo, 2 settembre 1946), è un politico italiano.

## Biografia
Laureato in giurisprudenza, è stato consigliere comunale, assessore e sindaco di Caltanissetta. Dal 1992 al 1994 è deputato alla Camera, eletto nel collegio Sicilia occidentale per la Democrazia Cristiana, dove è componente della Commissione Finanze, e poi aderisce al PPI.
Diventa deputato all'Assemblea regionale siciliana, subentrando nel maggio 1994 a un parlamentare sospeso.
Nel 1993 viene chiesta alla Camera l'autorizzazione a procedere per un reato (interesse privato in atti d'ufficio) compiuto nel 1991 mentre era sindaco. Viene poi processato a Caltanissetta per concorso esterno in associazione mafiosa e voto di scambio in seguito alle accuse del collaboratore di giustizia Leonardo Messina, ma verrà assolto nel 2003 (prescritto il reato di voto di scambio). Aderisce intanto prima al CDU ma nel 1998 passa all'Udeur di Clemente Mastella, dove resta fino al 2002.
Si avvicina a Cuffaro e aderisce all'Udc e nel 2006 ritorna deputato all'Ars, dopo 10 anni, nel collegio di Caltanissetta.
Rieletto all'Ars con l'UDC nel 2008 è capogruppo del suo partito e vice presidente della Commissione regionale Antimafia. Nel 2011 aderisce al gruppo Popolari di Italia Domani.
Il 28 ottobre 2012 è candidato per il rinnovo dell'Assemblea regionale siciliana nella circoscrizione di Caltanissetta con il Cantiere Popolare ma non risulta eletto nonostante sia il più votato della lista avendo ottenuto 3.471 preferenze.
In occasione delle elezioni politiche del febbraio 2013 Maira è candidato al Senato della Repubblica al terzo posto della lista del Cantiere Popolare nella Regione Siciliana ma non risulta eletto per il mancato superamento della soglia di sbarramento della lista.

## Procedimenti giudiziari
Nel 2012 risultò nuovamente indagato per associazione a delinquere finalizzata alla gestione degli appalti pubblici presso Caltanissetta.
Nel 2015 fu rimandato in giudizio per evasione fiscale.